# أسماك عظاءات الأعماق
الأسماك العظاءات الأعماق (الاسم العلمي: Bathysauridae) هي فصيلة من الأسماك تتبع رتبة المزماريات من طائفة شعاعيات الزعانف.

## التصنيف
- عظاءة الأعماق
  - عظاءة الأعماق المتوحشة
  - عظاءة الأعماق الناعمة